# Inga Jankauskaitė
Inga Jankauskaitė (Kaunas, 10. siječnja 1981.) litavska je glumica, pjevačica i pijanistica.

## Karijera
Jankauskaitė je bila DJ na radio postajama Kauno fonas i Ultra vires. Nakon što je 1997. diplomirala na Glazbenoj akademiji Juozas Naujalis, studirala je na Litvanskoj akademiji za glazbu i kazalište od 1999. do 2002. i 2004. do 2005. godine.
Bila je članica glazbene grupe L+.
Godine 2007. sudjelovala je u TV reality showu Žvaigždžių duetai i osvojila drugo mjesto sa svojim partnerom Česlovasom Gabalisom . U satiričnoj informativnoj emisiji Dviračio šou glumi "plavu djevojku". Trenutno je Jankauskaitė također trenerica u TV emisiji The Voice of Lithuania i voditeljica u TV emisiji Žvaigždžių duetai (Dueti zvijezda).

## Značajnije uloge

### Kazalište
- 2001. – Berta u King Kongo dukterys Theresie Walser, Naujosios dramos akcija
- 2004. – Marija Stiuart u Mariji Stiuart Friedricha von Schillera, Litavsko nacionalno dramsko kazalište
- 2005. – Liza u Demonaiju. Nelabieji. Apsėstieji. Kipšai. Fjodora Dostojevskog, Litvansko nacionalno dramsko kazalište
- 2006. – Rožė u Mažasis princas Antoinea de Saint Exupéryja, Litavsko nacionalno dramsko kazalište
- 2007. – Julija u Meilė ir mirtis Veronoje
- 2008. – Odrė u Vilnius - Dakaras

### Filmovi
- 2004. – Pušelė u Vienui vieni
- 2010. – u Zero2 (nominiran za Sidabrinė gervė)[2]
- 2013 – Kaip pavogti žmoną
- 2017. – Zero3
- 2017. – Trys Milijonai
- 2019 – Ir visi jų vyrai

### TV
- 2007.–2008. – Mėta u Nekviesta meilė
- 2017.–2018. - Lietuvos Balsas sudac/trener
- 2019. - Lietuvos balsas - sudac/trener senior